# J'ai très mal au travail
Pour plus de détails, voir Fiche technique et Distribution.
J'ai très mal au travail est un documentaire français réalisé par Jean-Michel Carré et sorti en 2007.

## Fiche technique
- Titre : J'ai très mal au travail
- Réalisation : Jean-Michel Carré
- Scénario : Patricia Agostini, Jean-Michel Carré et Nicolas Sandret
- Photographie : Jean-Michel Carré et Alexandre Tissier
- Musique : Philippe Crab
- Montage : Anny Danché
- Société de production : Les Films Grain de sable
- Distribution : Les Acacias
- Pays de production :  France
- Genre : documentaire
- Durée : 90 minutes
- Date de sortie : 
  - France : 31 octobre 2007

## Récompenses et distinctions

### Sélections
- Festival Résistances 2010[1]